# كلوديا مرشليان
كلوديا مرشليان (6 يونيو 1968-) كاتبة سيناريو وممثلة لبنانية، حازت على عدة جوائز من الموريكس دور على نصوص مسلسلاتها.

## حياتها
ولدت في منطقة الشياح. إنتقلت عائلتها للعيش في منطقة بيروت الشرقية عندما كانت في السادسة من عمرها بعد اندلاع الحرب الأهلية اللبنانية، لديها ثلاث أخوات بنات وهي في الترتيب الأخيرة بينهن، أسماء أخواتها إيفانا، كوليت، وليديا، حاصلة على شهادة دراسات عليا في الفن الدرامي من الجامعة اللبنانية في الفنون الجميلة سنة 1991، بدأت في الكتابة من خلال دليل «النّهار» مع الممثّل جوزيف بو نصار وكان مشهدًا فكاهيا
شاركت في عام 2013 كعضو تحكيم في لجنة مهرجان القاهرة السينمائي الدولي

## أعمالها

### في التمثيل
- 1986: (أيات ورجال)
- 1996: (شباب وبنات)
- 1998: (خلف جدران القصر)
- 2004: (رجل من الماضي)
- 2010: (نعم ما زلت آنسة)
- 2011: (أجيال)
- 2011: (باب إدريس)
- 2018: (ثورة الفلاحين)

### كمؤلفة
- 2010: (أجيال)
- 2011: (كازانوفا)
- 2011: (باب إدريس)
- 2012: (أول مرة)

### كتابة النصوص

#### مسلسلات
- 2003:الزاوية(أربعة سلاسل)[4]
- 2007: نضال
- 2007: حواء في التاريخ
- 2007:مش ظابطة
- 2008: مجنون ليلى
- 2008: زهرة الخريف
- 2008: محلولة
- 2008: دكتور هلا
- 2009:سارة
- 2010: مدام كارمن
- 2010:لونا
- 2011: أجيال
- 2011: باب إدريس
- 2011: هروب
- 2011: كازانوفا
- 2011: ديو الغرام
- 2013: أجيال ج2
- 2012: روبي
- 2013: جذور
- 2014: فرصة ثانية
- 2014: أول مرة
- 2014: إتهام
- 2015: أحمد و كريستينا
- 2016: سمرا
- 2016: وين كنتي ج1
- 2016: يا ريت[5]
- 2017: الشقيقتان
- 2017: فخامة الشك[6]
- 2017: ورد جوري
- 2017: وين كنتي ج2
- 2018: حدوتة حب (خماسية شهر عسل)
- 2018: ثورة الفلاحين
- 2018: أم البنات[7]
- 2019: ثواني
- 2019: ما فيي
- 2019: أسود
- 2019: بردانة أنا
- 2020: ما فيي 2
- 2020:ع إسمك
- 2021: راحوا
- 2022:بكير
- 2022: نور - الجزء الثاني عام 2024

### أفلام
- 2020:Meheret
- 2018:ساعة ونص
- 2015:السيدة الثانية
- 2013:بالصدفة
- 2011:غلطة عمري
- 2008:ليلة عيد

### منصبها كمديرة برنامج ستار أكاديمي
- 2013: شغلت منصب مديرة أكاديمية برنامج ستار أكاديمي لثلاث مواسم 9,10,11 بعد انسحاب المديرة والمنتجة رولا سعد[8][9]

## الإنتقادات التي تعرضت لها
تعرضت لانتقادات شديدة بسبب تغييرها لنهاية مسلسل روبي الأصلية والتي تظهر بالنسخة المكسيكية أخذ البطلة لجزائها في نهاية العمل بقطع أرجلها، بينما فضلت مرشليان ترك روبي بنسختها العربية من دون عقاب، وهو ما أثار ردود أفعال ناقمة عن مدى أخلاقية العمل والرسالة التي يحملها ، هذا وقد طالت الكاتبة انتقادات عديدة خلال فترة إدارتها لبرنامج ستار أكاديمي بسبب ما اعتبره البعض عدم حيادية منها في التعامل مع الطلبة والتحيز لجنسيات معينة على حساب أخرى، بالإضافة إلى تدني مستويات مشاهدة البرنامج تحت إدارتا مقارنة بطبعاته السابقة تحت إدارة رولا سعد لكنها ردت قائلة ”بأن ما فعلته في الأكاديمية لم تكن تفعله المديرة السابقة والمنصب الذي كانت فيه لم يكن موجوداً في السابق، ومهمتها تتلخّص بأن تجلس مع الطلاب مرتين في الأسبوع لمناقشتهم وحوارهم في الموضوع الذي يجب أن يقدّموه في «الإيفال» وعليهم بالتالي تحضيره قبل أسبوع، بينما في السابق لم يكن أحد يوجههم حول الموضوع الواجب تقديمه بل كانت تدوّن الفكرة على ورقة ترمى لهم من تحت الباب. لكن هناك من تعلق برولا سعد خاصة أنها أساساً هي التي صنعت البرنامج ويبدو أنه لا يريد عنها بديلاً”.

## روابط خارجية
- كلوديا مرشليان على موقع IMDb (الإنجليزية)